# Perpezac-le-Noir
Perpezac-le-Noir is een gemeente in het Franse departement Corrèze (regio Nouvelle-Aquitaine). De plaats maakt deel uit van het arrondissement Brive-la-Gaillarde. Perpezac-le-Noir telde op 1 januari 2022 1.254 inwoners.

## Geografie
De oppervlakte van Perpezac-le-Noir bedroeg op 1 januari 2022 24,79 vierkante kilometer; de bevolkingsdichtheid was toen 50,6 inwoners per km².
De onderstaande kaart toont de ligging van Perpezac-le-Noir met de belangrijkste infrastructuur en aangrenzende gemeenten.

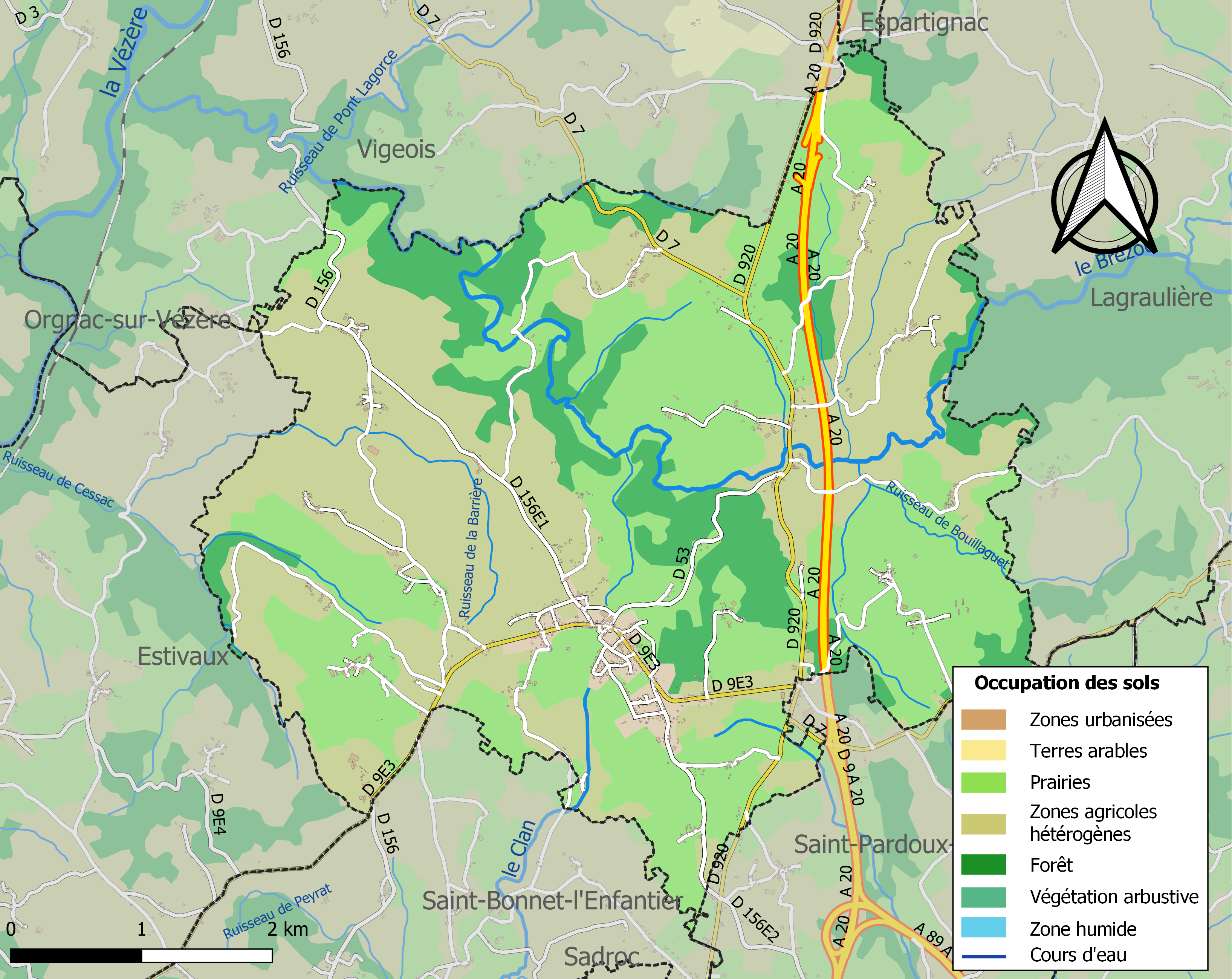

## Demografie
Onderstaande figuur toont het verloop van het inwonertal (bron: INSEE-tellingen).